# Heiligkreuztal
Heiligkreuztal ist eine Ortschaft der Gemeinde Altheim im westlichen Landkreis Biberach in Baden-Württemberg. In Heiligkreuztal leben 260 Einwohner. Der Ort ist vor allem für das das Dorfbild bestimmende ehemalige Zisterzienserinnenkloster Heiligkreuztal bekannt.
Zu Heiligkreuztal gehört als weiterer Wohnplatz die an der südlichen Gemarkungsgrenze liegende Staatsdomäne Dollhof.

## Geographie

### Geographische Lage
Heiligkreuztal liegt im Soppenbachtal im nördlichen Oberschwaben im 1980 eingerichteten Naturpark Obere Donau, etwa vier Kilometer westlich von seinem Hauptort Altheim, 16 Kilometer nordöstlich von Sigmaringen und etwa 30 Kilometer westlich der Kreisstadt Biberach an der Riß. Naturräumlich liegt der Ort im Altmoränenland des Alpenvorlands, noch nahe an der Schwäbischen Alb mit ihren Kalkflächen des Oberen Jura und wenige Kilometer südlich des Andelfinger Bergs, der wie der sich nordöstlich anschließende Tautschbuch aus Molasse (Oberer Südwassermolasse) aufgebaut ist, die den Albkalken aufliegt. Die Moräne in der Umgebung von Heiligkreuztal ist im Wesentlichen als Lösslehm bzw. Lössfließerde ausgebildet.
Die Gemarkung umfasst 1289 ha, wovon 903 ha auf Wald entfallen. Der Ort selbst liegt bei der Klosterkirche auf einer Höhe von 555 m ü. NN. Der höchste Punkt der Gemarkung befindet sich im Gewann „Mauerhau“ nördlich vom Dollhof mit einer Höhe von 622 m ü. NN. Die Staatsdomäne Dollhof liegt auf 590 m ü. NN.

### Nachbargemeinden
Nördlich und westlich grenzt die Gemeinde Langenenslingen, im Osten der Hauptort Altheim und die Gemeinde Ertingen an Heiligkreuztal. Im Süden grenzt der Landkreis Sigmaringen mit der Gemeinde Herbertingen und den Städten Mengen und Scheer an den Ort.

## Geschichte

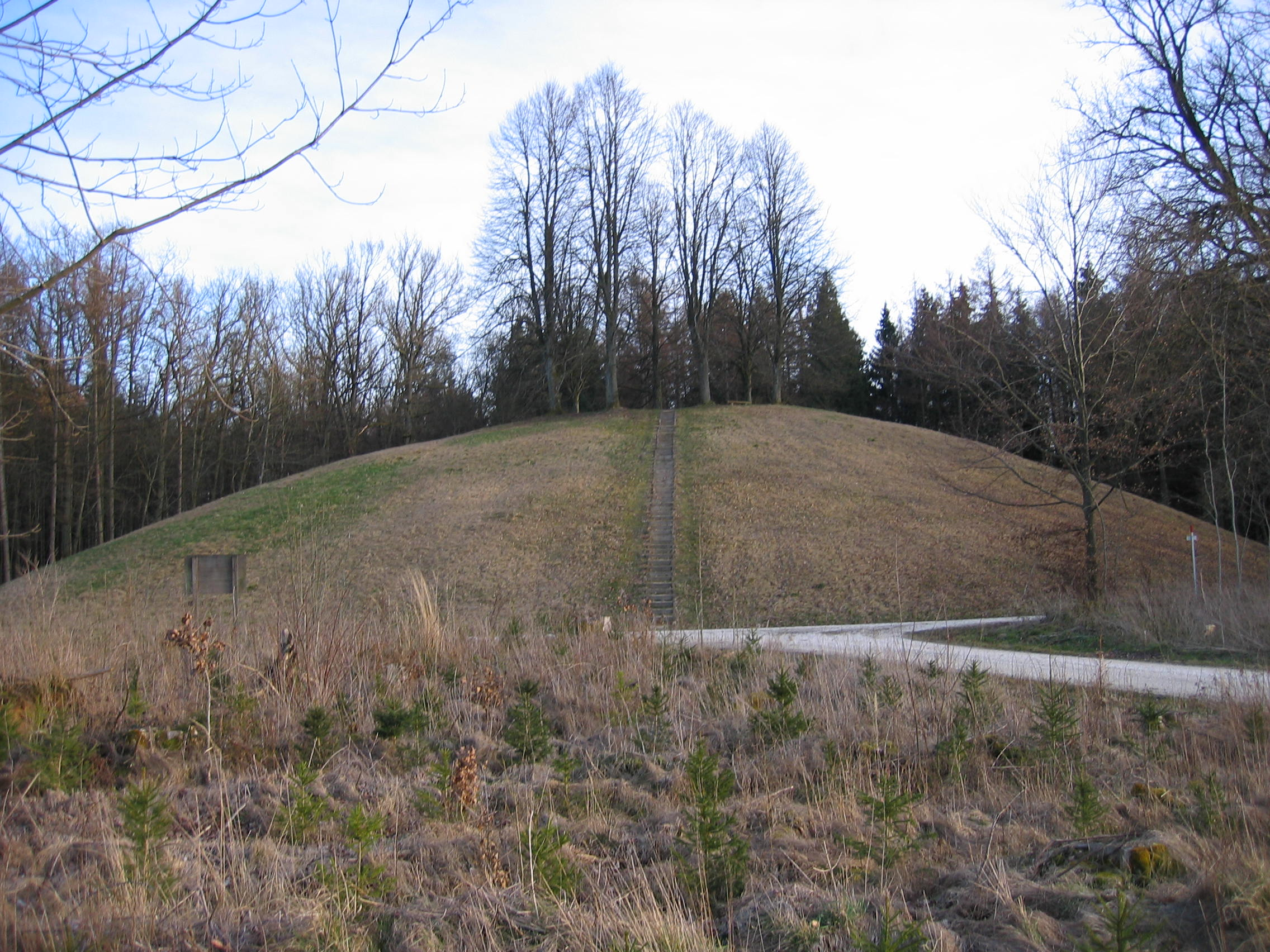
Grabhügel Hohmichele

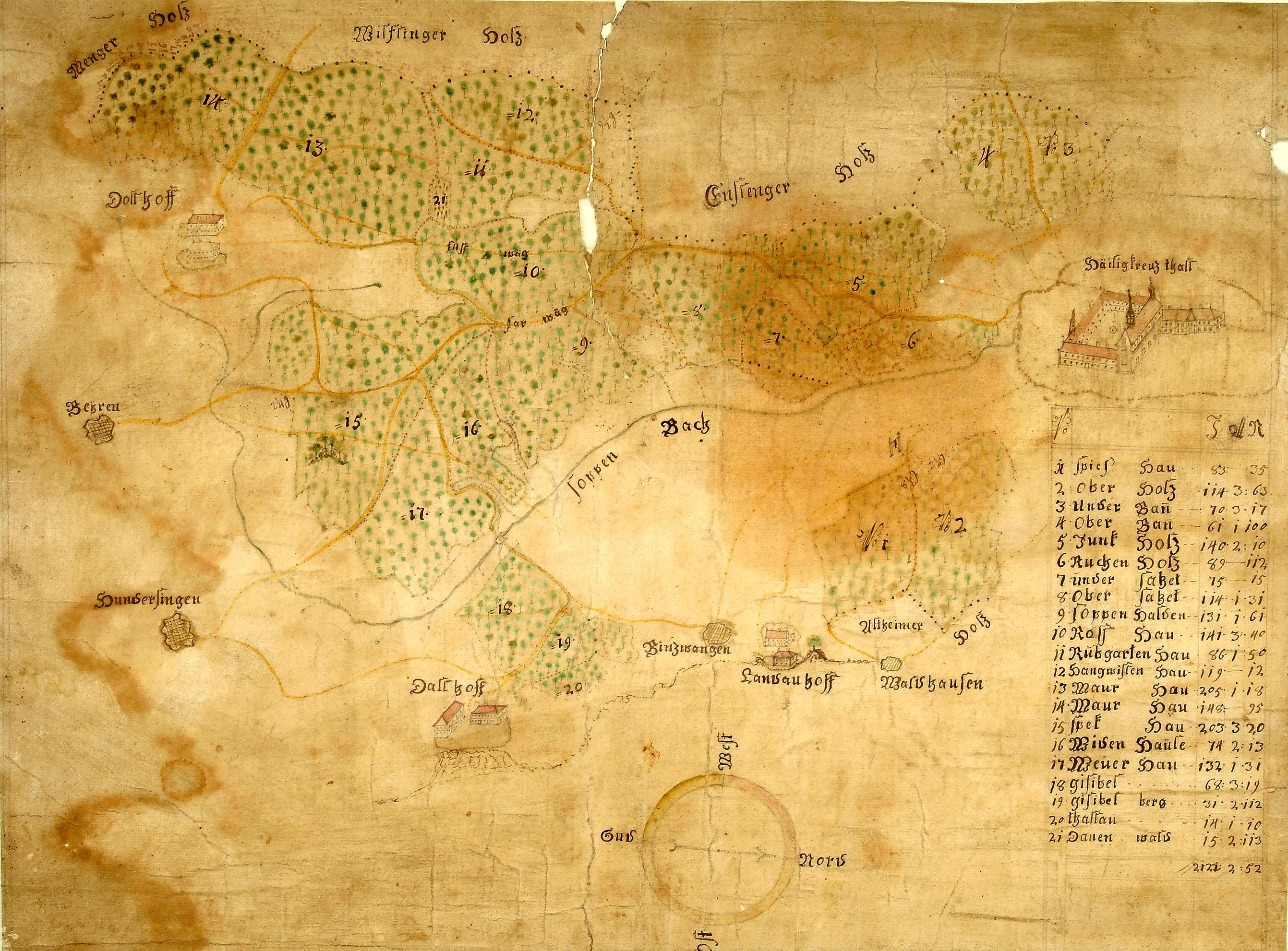
Heiligkreuztal (rechts) und Dollhof (links) auf einer Forstkarte um 1700

Im südlich angrenzenden Waldgebiet bezeugen mehrere Hügelgräber die Besiedlung der Gegend während der Hallstattzeit. Mit dem Hohmichele, der in direkter Beziehung mit der Heuneburg bei Hundersingen steht, befindet sich einer der größten Fürstengrabhügel Mitteleuropas auf der Gemarkung.
In den Waldstücken „Bann“ und „Ruchenholz“ befinden sich drei Viereckschanzen aus spätkeltischer Zeit.
Heiligkreuztal wird 1227 urkundlich als ein Gut Wazzirschaphen erwähnt, als Ritter Werner von Altheim dieses von Conrad von Marchdorf erhaltene Lehen für 21 Mark Silber an eine Altheimer Schwesternsammlung verkauft. Diese gründeten ein Zisterzienserinnenkloster. 1231 wurden Gut und Kloster als Heiligkreuztal (Vallis sancte crucis) in einer Urkunde Papst Gregors IX. erwähnt.
Am 3. Februar 1247 beurkundet Anselm von Justingen, dass er seine Güter Wazzirscaven durch Graf Wolfrad von Veringen den Frauen des Klosters daselbst übertragen habe.
Ab 1750 gehörten Kloster und Ort zum Oberamt Nellenburg der Landschaft Schwäbisch-Österreich. Der Ort teilte das Schicksal des Klosters und kam 1803 als Folge des Reichsdeputationshauptschlusses an Neuwürttemberg, 1806 aufgrund von Rheinbundakte zu dem von Napoleon zum Königreich erhobenen Württemberg. Mit Auflösung des Klosters begann eine eigenständige Gemeinde. Württembergische Verwaltungsbehörden bezogen die Klostergebäude und bis 1807 bildete Heiligkreuztal ein eigenständiges Oberamt in Neuwürttemberg. Ab 1807 gehörte der Ort zum neu gegründeten Oberamt Riedlingen, Heiligkreuztal war Sitz eines königlichen Kameralamts und Forstamts. Ab 1938 gehörte es zum Landkreis Saulgau und mit Wirkung zum 1. Januar 1974 zum Landkreis Biberach.
Am 1. Juli 1974 wurde Heiligkreuztal mit Dollhof nach Altheim eingemeindet.

### Einwohnerentwicklung
| Jahr | Einwohner |
| ---- | --------- |
| 1771 | 148       |
| 1804 | 143       |
| 1826 | 255       |
| 1910 | 269 ¹     |

| Jahr | Einwohner |
| ---- | --------- |
| 1961 | 241       |
| 1970 | 235       |
| 2003 | 277       |

¹ ab 1910 mit Dollhof

### Dollhof
1251 verkaufte Swigger von Gundelfingen seine Güter in Dollendorf an das Kloster Heiligkreuztal. Heinrich von Gundelfingen verkaufte 1274 seine Güter in Tollendorf dem Kloster und 1369 übergab Conrad Stoll einen Hof zu Tollendorf an das Kloster. Das Kloster Heiligkreuztal fasste die verschiedenen Höfe zu einem Wirtschaftshof zusammen, der seit dem 16. Jahrhundert seinen heutigen Namen führt.
Nach der Auflösung des Klosters kam das Hofgut mit seinen 14 Einwohnern an die Gemeinde Beuren. 1856 kam die Staatsdomäne Dollhof als Teilgemeinde an die Gemeinde Heiligkreuztal.
Am 1. April 1932 wurde die Teilgemeinde Dollhof aufgehoben. 2003 zählte der Dollhof drei Bewohner.

## Kultur und Sehenswürdigkeiten
Bekanntestes Bauwerk ist die guterhaltene, 1227 gestiftete Klosteranlage mit dem Münster St. Anna. Seit 1972 befindet sie sich mit Ausnahme der beiden Kirchen im Besitz der Stefanus-Gemeinschaft, die dort eine Bildungsstätte eingerichtet hat.
In der Klosteranlage und im Ort selber sind zahlreiche Kunstwerke zu besichtigen. Im ehemaligen Kornhaus ist eine Kunstausstellung mit Werken der Makonde untergebracht. Eine Galerie mit Plastiken und Bildern der Gegenwart befindet sich im Äbtissinnengebäude. In der Eingangshalle sind ein Kreuzweg von Michael Blum sowie Bilder von Joseph Kneer zu besichtigen, das Museum in der Bruderkirche zeigt zahlreiche sakrale Gegenstände.
Vor dem ehemaligen Rathaus ist ein Brunnen mit einer Anna-selbdritt-Gruppe von Josef Henselmann aufgestellt. Aus dem Schloss in Schwendi stammt ein Brunnentrog von 1860, die Brunnensäule wurde nachgegossen.
Ein Gänsebrunnen mit Fuchs stammt vom Ertinger Bildhauer Gerold Jäggle. Josef Alexander Henselmann erschuf 1993 den Friedensengel vor der Leichenhalle.
Als Ruheoase ist der Park um den Mühlweiher eingerichtet.
Durch Spazier-, Rad- und Wanderwege sind der Hohmichele und die keltischen Viereckschanzen touristisch erschlossen. Ein Kriegerdenkmal der Staatsforstverwaltung auf der Hügelkuppe des Hohmichele mahnt an die Gefallenen der beiden Weltkriege.
Im Waldstück „Jungholz“ wurde nach 1995 vom Landkreis Biberach die Waldschule Schneckenhaus errichtet. Die Blockhütte unweit des Heiligkreuztaler Weihers ist mit einem Klassenzimmer und verschiedenen Lehrmitteln, Anschauungsmaterialien und Tierpräparaten ausgestattet und dient der Waldpädagogik.

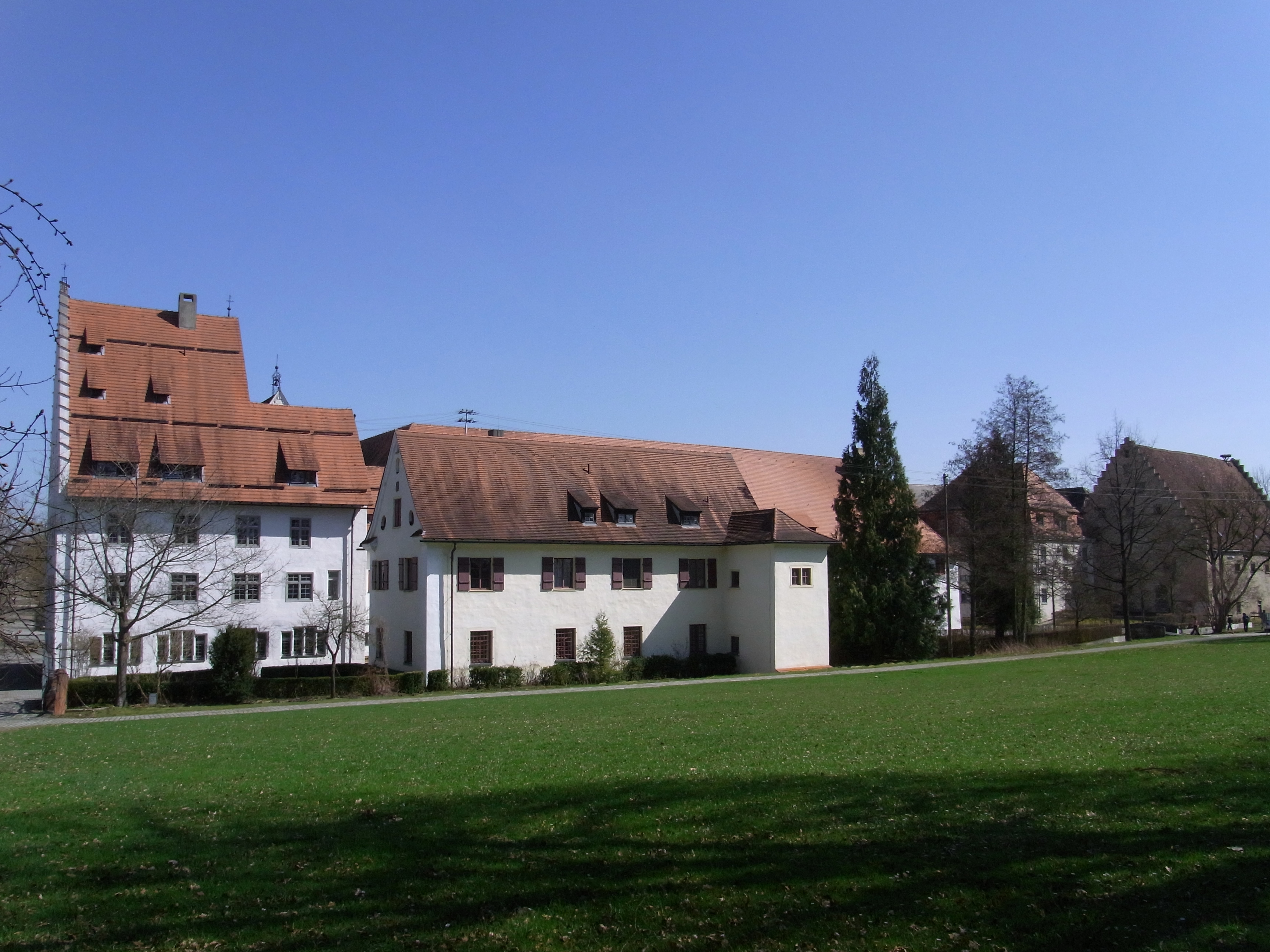
Kloster Heiligkreuztal
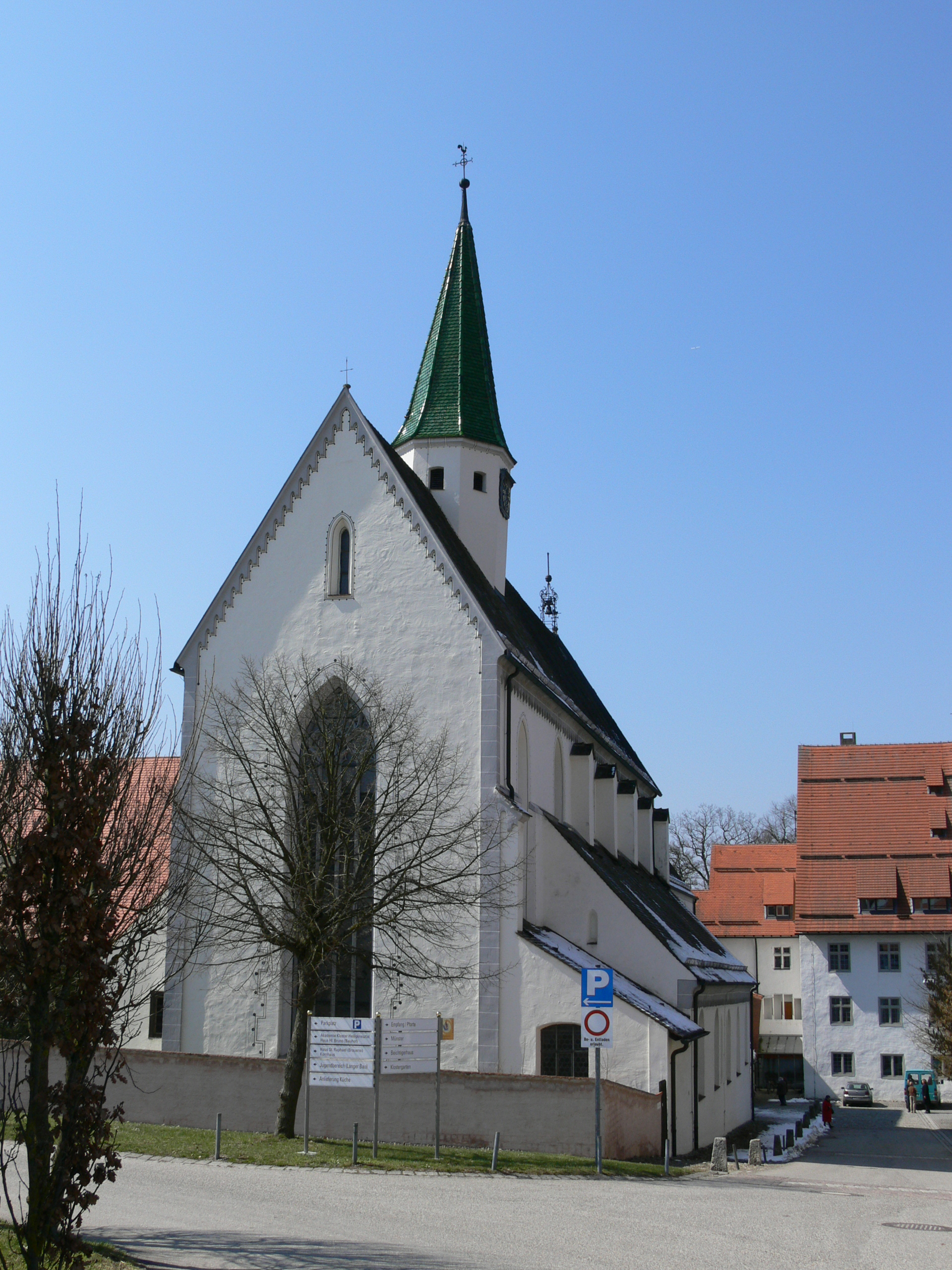
St.-Anna-Münster
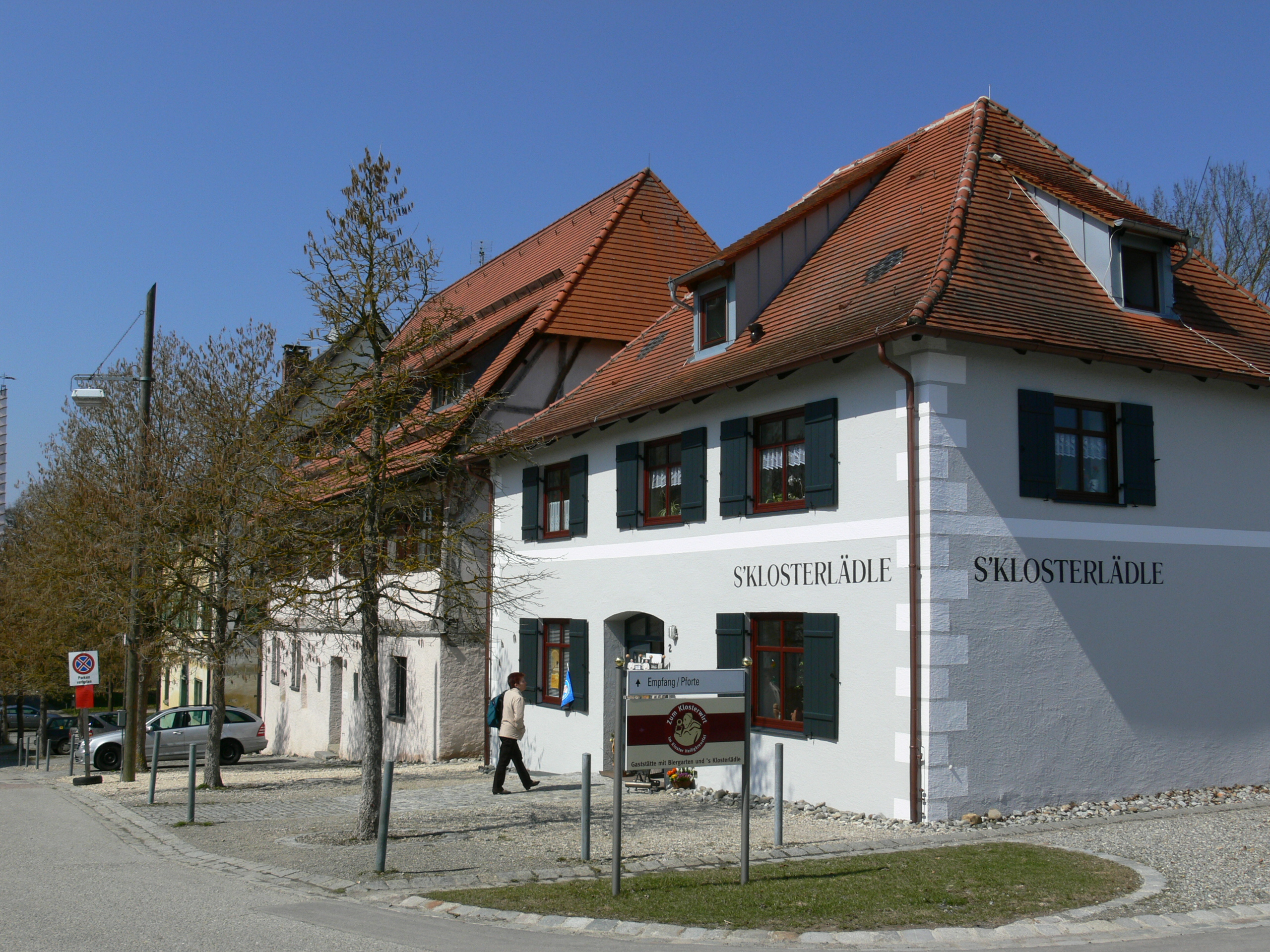
Klosterladen
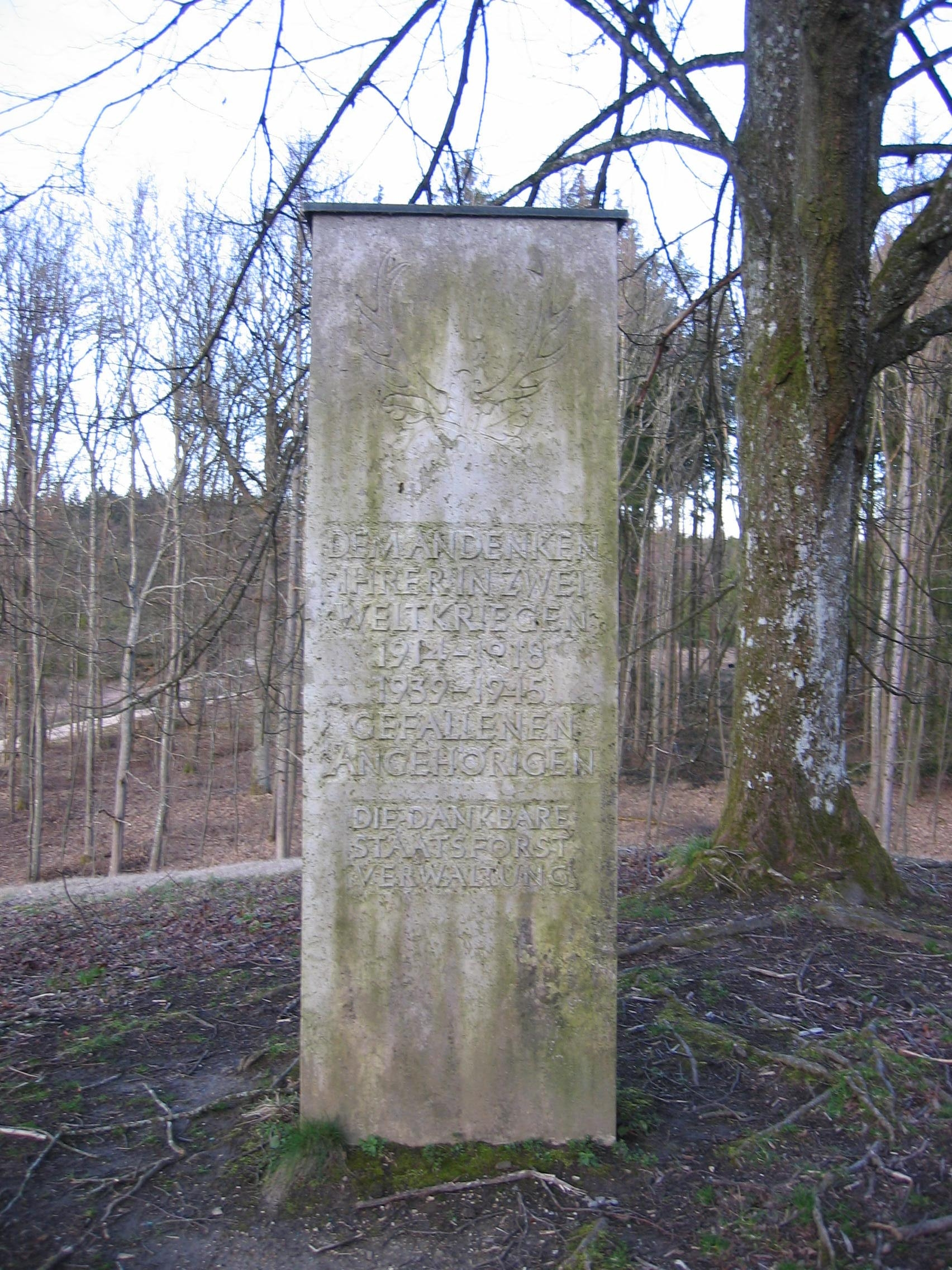
Kriegerdenkmal am Hohmichele

### Vereine und Freizeit
Der kleine Teilort besitzt mit dem Singkreis und dem Kirchenchor zwei Gesangsvereine. Der Singkreis hat sich im Jahr 2016 aufgelöst, der Kirchenchor wurde zum Münsterchor. Ein Förderverein hat sich dem Kloster angenommen. Ferner sind noch ein Fischereiverein, eine eigene Freiwillige Feuerwehr sowie eine Ortsgruppe der KLJB in Heiligkreuztal beheimatet.
Noch in der Frühphase des Schwäbischen Albvereins wurde 1893 eine eigene Ortsgruppe in Heiligkreuztal gegründet. Diese ist jedoch nicht mehr existent. Nach Einrichtung der Südrandlinie des Albvereins 1910 wurde ein sogenannter äußerer Zugangsweg geschaffen, der noch heute von Riedlingen über Altheim kommend durch Heiligkreuztal führt und bei der Ruine Schatzberg den Südrandweg erreicht. Durch Heiligkreuztal führen darüber hinaus ein weiterer lokaler Wanderweg des Albvereins sowie der Donauradweg. Im Gewann „Soppenhau“ befinden sich mit der Wiedhauhütte mit Grillplatz und der Hütte bei der Juliuseiche zwei Schutzhütten für Wanderer.

## Wirtschaft und Infrastruktur

### Branchen
Neben Gastronomiebetrieben und Kleinbetrieben in Handel, Handwerk und Dienstleistung werden in Heiligkreuztal durch zwei Unternehmen Maschinen und Kochanlagen für die gewerbliche und private Fertigung von Mehl, Brot und Teigwaren hergestellt und vertrieben.

### Verkehr
Durch Heiligkreuztal führt die Landesstraße 278.
Der ÖPNV wird durch eine Buslinie im Donau-Iller-Nahverkehrsverbund besorgt, die Heiligkreuztal mit dem Hauptort Altheim verbindet. Nächster Bahnhof ist Riedlingen an der Bahnstrecke Ulm–Sigmaringen.

## Persönlichkeiten
- Anna Gremlichin, Äbtissin von Heiligkreuztal 1490–1521
- Veronika von Rietheim, Äbtissin 1521–1551, Bauherrin zentraler Bereiche der Klosteranlage
- Maria Josepha von Holzapfel, Äbtissin 1723–1761, Bauherrin des klösterlichen Barock
- Max Haaf (* 1899 in Heiligkreuztal; † 1972 in Andelfingen), Architekt
- Alfons Bacher, Erster Obmann der Stefanus-Gemeinschaft 1964–1989